# Rip It Up
Rip It Up è il primo album di remix della band britannica Dead or Alive, pubblicato nel 1987 dalla Epic Records.

## Descrizione
Contiene otto singoli provenienti dai due precedenti album Youthquake e Mad, Bad and Dangerous to Know. Nessun brano invece in rappresentanza del loro primo album Sophisticated Boom Boom, decisione presa dal gruppo molto probabilmente in quanto l'album venne quasi ignorato dal pubblico. Oltre a ciò, i già citati Youthquake e Mad, Bad and Dangerous to Know, oltre ad essere i dischi più famosi, hanno lo stesso sound new wawe e dance, diversamente da Sophisticated Boom Boom, che ha un sound più gothic rock.

## Tracce
1. Brand New Lover – 4:33
2. My Heart Goes Bang (Get Me to the Doctor) – 5:23
3. Something in My House – 4:25
4. Lover Come Back to Me – 3:52
5. You Spin Me Round (like a Record) – 4:27
6. I'll Save You All My Kisses – 4:45
7. In Too Deep – 3:56
8. Hooked on Love – 4:10